# Le Roman d'un tricheur
Le Roman d'un tricheur is een Franse film uit 1936 onder regie van Sacha Guitry.

## Verhaal
Als kind wordt de protagonist betrapt, wanneer hij geld steelt uit de winkel van zijn ouders. Als straf mag hij niet mee met zijn familie op een picknick. Zij eten paddenstoelen en sterven aan voedselvergiftiging. Hij overleeft als enige en wordt onder de voogdij geplaatst van zijn oom en tante, die hem zijn erfenis willen afnemen. Jaren later wordt de protagonist croupier in een casino in Marokko. Hij begint er een carrière als valsspeler en oplichter.

## Rolverdeling
| Acteur             | Personage           |
| ------------------ | ------------------- |
| Sacha Guitry       | Valsspeler (ouder)  |
| Marguerite Moreno  | Gravin (ouder)      |
| Jacqueline Delubac | Henriette           |
| Roger Duchesne     | Serge Abramovich    |
| Rosine Deréan      | Dief                |
| Elmire Vautier     | Gravin (jonger)     |
| Serge Grave        | Valsspeler (jonger) |
| Pauline Carton     | Madame Moriot       |
| Fréhel             | Zanger              |